# Costante di gravitazione universale
In fisica, la costante di gravitazione universale (indicata con la lettera {\displaystyle G}) è la costante di proporzionalità nella legge di gravitazione universale: {\displaystyle F=G{\frac {m_{1}m_{2}}{r^{2}}}\ }.
Il suo valore, determinato sperimentalmente, in quanto costante, non dipende dalle masse considerate, né dal luogo o dal momento scelto per effettuare la misura. Nel sistema internazionale di unità di misura (forza in newton, massa in kg, distanza in metri), il valore approssimato è {\displaystyle 6,67\times 10^{-11}{\frac {\mathrm {N\cdot m^{2}} }{\mathrm {kg^{2}} }}} Da tale valore numerico molto piccolo (si noti l'esponente negativo), risulta facile capire come  fra gli oggetti della vita quotidiana la forza di attrazione gravitazionale risulti non rilevabile alla scala di percezione umana, richiedendo per essere apprezzabile valori di massa molto grandi; è questo il caso dell'attrazione gravitazionale terrestre, che sperimentiamo ogni giorno.
La costante di gravitazione universale compare anche nell’equazione di campo della relatività generale.

## Misura della costante di gravitazione universale

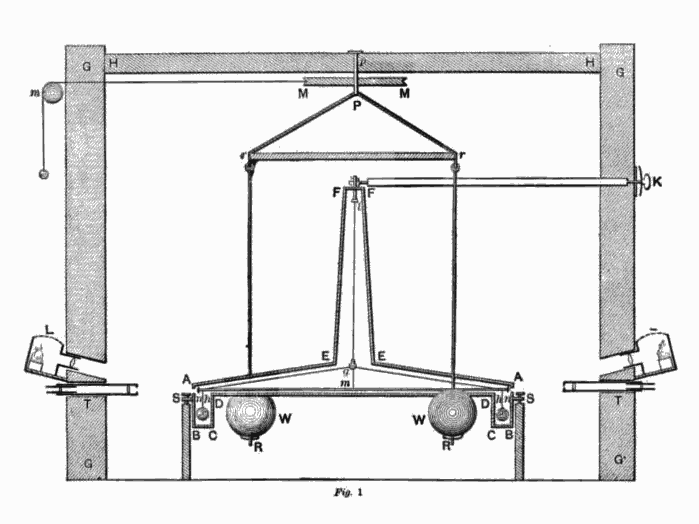
Apparecchio con cui Cavendish misurò nel 1798 la costante di gravitazione universale

La prima misura della costante di gravitazione universale fu ottenuta nel 1774 dall'astronomo Nevil Maskelyne, su suggerimento di Henry Cavendish, nell'esperimento dello Schiehallion, atto a misurare la densità media della Terra. Successivamente, nel 1798, lo stesso Cavendish eseguì direttamente un proprio esperimento tramite una bilancia di torsione. La debolezza dell'intensità dell'interazione gravitazionale rispetto alle altre forze, come quella elettromagnetica, ha reso la determinazione del valore di {\displaystyle G} particolarmente difficoltosa.
Il valore della costante di gravitazione universale raccomandato nel 2018 dal CODATA nelle unità di misura del sistema internazionale, derivando in {\displaystyle G=F{\frac {r^{2}}{m_{1}m_{2}}}\ }, è pari a:

{\displaystyle G=(6{,}67430\pm 0{,}00015)\times 10^{-11}\ {\frac {\mathrm {N\cdot m^{2}} }{\mathrm {kg^{2}} }}} (N = Newton, m = metro);
tale valore è spesso approssimato a:
{\displaystyle 6,67\times 10^{-11}{\frac {\mathrm {N\cdot m^{2}} }{\mathrm {kg^{2}} }}}.

In unità fondamentali:
{\displaystyle G=(6{,}67430\pm 0{,}00015)\times 10^{-11}\ {\frac {{\text{m}}^{3}}{{\text{kg s}}^{2}}}} (s=secondo)
approssimato a:
{\displaystyle 6{,}67\times 10^{-11}\ {\frac {{\text{m}}^{3}}{{\text{kg s}}^{2}}}}